# Сайхан (Селенге)
Сайхан (монг.: Сайхан) – сомон Селенгійського аймаку, Монголія. Територія 1,4 тис. км кв., населення 9,0 тис. чол.. Центр – селище Номгон розташований на відстані 160 км. від Сухе-Батора та 210 км від Улан-Батора.

## Рельєф
У центральній частині гори Іх, Бага Номгон (1600 м), на решті території – долини та рівнини річок Орхон, Хараа. Є маленькі озера.

## Економіка
Цементне виробництво (Хутул).

## Клімат
Різкоконтинентальний клімат, середня температура січня -22 град, середня температура липня +18 град, у середньому протягом року випадає 300-360 мм опадів.

## Тваринний світ
Водяться вовки, лисиці, зайці, корсаки.

## Транспорт
Є автодороги та залізниці, які з’єднують Дархан з Ерденетом.

## Соціальна сфера
Сфера обслуговування, будинки відпочинку, школа, лікарня.